# Schlacht um Khe Sanh
Schlacht um Tua Hai (1960) – Schlacht um Ap Bac (1963) – Schlacht von Nam Dong (1964) – Tonkin-Zwischenfall (1964) – Operation Flaming Dart (1965) – Operation Rolling Thunder (1965–68) – Schlacht von Dong Xoai (1965) – Schlacht im Ia-Drang-Tal (1965) – Operation Crimp (1966) – Operation Hastings (1966) – Schlacht von Long Tan (1966) – Operation Attleboro (1966) – Operation Cedar Falls (1967) – Schlacht um Hügel 881 (1967) – Schlacht bei Dak To (1967) – Schlacht um Khe Sanh (1968) – Tet-Offensive (1968) – Schlacht um Huế (1968) – Operation Speedy Express (1968/69) – Operation Dewey Canyon (1969) – Schlacht am Hamburger Hill (1969) – Operation Menu (1969/70) – Operation Lam Son 719 (1971) – Schlacht um FSB Mary Ann (1971) – Schlacht um Quảng Trị (1972) – Operation Linebacker (1972) – Operation Linebacker II (1972) – Schlacht von Xuan Loc (1975) – Operation Frequent Wind (1975)
Die Schlacht um Khe Sanh, auch Belagerung von Khe Sanh, fand während des Vietnamkriegs im Zeitraum vom 21. Januar bis zum 9. Juli 1968 zwischen Teilen des 26. und 9. Regiments des United States Marine Corps und der 304. und 325C-Division der Vietnamesischen Volksarmee in Khe Sanh, Vietnam, statt. Khe Sanh (offizielle Bezeichnung: Khe Sanh Combat Base) war eine Basis der Marines in Südvietnam, unweit der laotischen Grenze in der Provinz Quảng Trị, südlich der entmilitarisierten Zone zu Nordvietnam. Neben der Tet-Offensive und der Schlacht um Huế gilt die Belagerung von Khe Sanh als eine der wichtigsten Militäroperationen während des Vietnamkriegs. Die Belagerung endete, ohne dass die Basis von den Nordvietnamesen eingenommen werden konnte. Da diese auch die größeren Verluste erlitten, wurde die Schlacht seitens der USA als Sieg proklamiert. Allerdings wurde das Militärlager nach der Schlacht von den Amerikanern aufgegeben und zurückgebaut; das strategische Ziel der USA, die Grenze zwischen Nord- und Südvietnam durch eine Reihe schwer befestigter Stellungen abzuriegeln, hatte sich als undurchführbar erwiesen. Insofern war Khe Sanh ein taktischer Sieg der USA – aber eine strategische Niederlage.

## Vorgeschichte

### Entstehung der Basis
Die ersten Truppen der US Special Forces errichteten ihr Lager im Juli 1962 unweit des Ortes Khe Sanh in der Nähe eines aufgegebenen französischen Forts. Es war als Ausbildungsstätte für CIDG-Truppen gedacht und geplant. Die dort stationierten Truppen wurden im Laufe des Jahres verstärkt. Im September 1962 errichteten Pioniere der südvietnamesischen Armee die erste, knapp 400 m lange Start- und Landebahn der Basis. In der Folgezeit wurde die Basis massiv ausgebaut und verstärkt. Sie diente als Ausgangspunkt für Erkundungen gegen den Ho-Chi-Minh-Pfad in der Region und jenseits der laotischen Grenze. Außerdem kontrollierte die Basis eines der großen Täler, welches aus der demilitarisierten Zone und aus Laos nach Südosten in die Ebene um Quảng Trị und Đà Nẵng führt.
Im März 1964 wurde eine O-1 Birddog auf einem Aufklärungsflug in der Region um Khe Sanh abgeschossen. Der Pilot Captain Richard Whitesides wurde getötet und der Beobachter Captain Floyd Thompson gefangen genommen. Thompson war einer der ersten und am längsten in vietnamesischer Gefangenschaft verbliebenen US-Soldaten.
Im April 1964 trafen die ersten Einheiten des amerikanischen Marine Corps in Khe Sanh ein. Bei Aufklärungseinsätzen rund um das Lager, auch über die laotische Grenze, wurde mehrmals Feindkontakt hergestellt und somit der Beweis erbracht, dass der Norden Truppen nach Südvietnam schickte.
In den folgenden zwei Jahren wurde das Lager weiter ausgebaut. Die Special Forces zogen im September 1966 in das in der Nähe gelegene Camp Lang Vei um und übergaben den Marines die Kontrolle über die Khe Sanh Combat Base. Diese bauten das Lager (unter Mithilfe der SeaBees) im Laufe des Jahres 1967 weiter aus, wobei unter anderem die Landebahn von 500 auf 1200 Meter verlängert wurde. Da die Landebahn aber direkt auf dem Lateritboden lag, wurde sie bei starken Regenfällen, besonders im Frühjahr, unbenutzbar. Daher trugen die SeaBees die Bahn ab, errichteten eine neue Unterkonstruktion aus Fels und Asphalt und verlegten neue Aluminiumplatten. Diese Bahn war dann auch bei schlechtem Wetter fähig, schwere Flugzeuge wie die C-130 Hercules zu tragen.
Ende April 1967 stießen Patrouillen der Marines in den umgebenden Hügeln auf starke Kräfte der Nordvietnamesen. Bis zum 11. Mai entbrannten schwere Kämpfe, bei denen es den Marines gelang, die Vietnamesen zu schlagen und mehrere wichtige Hügelpositionen zu besetzen. Die Vietnamesen verloren etwa 950 Mann. 155 Marines wurden bei den Kämpfen in den Hügeln getötet.

### Khe Sanh Combat Base

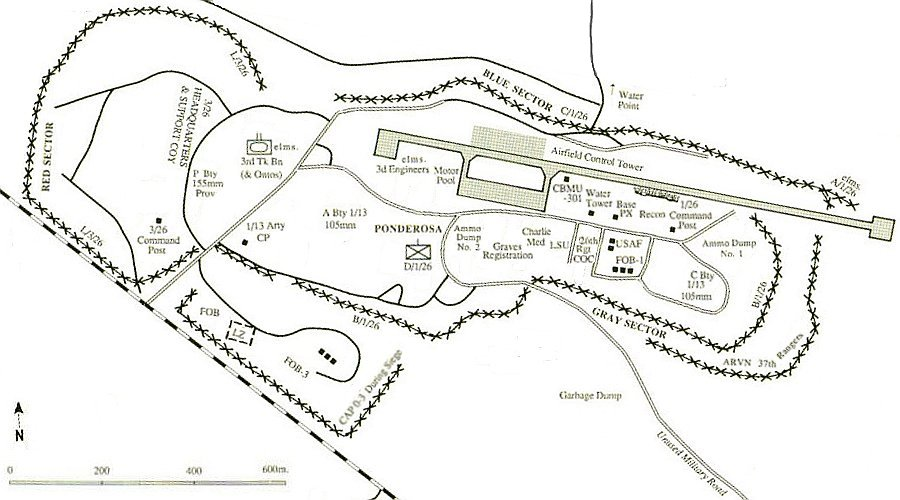
Karte 2: Karte der Khe Sanh Combat Base

Die Combat Base selbst erstreckte sich etwa 1,8 km entlang des Rao-Quan-Flusses auf einem Laterit-Plateau. Zentrales Element war eine 1200 m lange Start- und Landebahn, die mit Aluminiumgitterplatten befestigt war und Flugzeugen bis zur Größe der C-130 Hercules Starts und Landungen ermöglichte. Die Bahn verfügte über keine Rollbahn, so dass die Flugzeuge auf der Hauptbahn wenden mussten, um zum Rollfeld und damit zur Entladezone zu gelangen. Südlich der Landebahn erstreckten sich die Unterkünfte und Kommandoposten der 26th Marines, der ARVN-Rangers, sowie die Kommandoposten der Feldartillerie und das Flugkontrollzentrum der Landebahn. Neben dem östlichen Ende der Bahn lagerte die Munition der Basis im Ammo Dump 1. Ein weiteres, aber weitaus kleineres Munitionslager befand sich südlich des Rollfeldes im Zentrum der Basis.
Den Verteidigern standen 18 105-mm-Haubitzen M101 mit 12 km Reichweite, sechs 155-mm-Haubitzen M114 mit 14,6 km Reichweite sowie sechs 107-mm-Mörser M30 mit 4.020 m Reichweite zur Verfügung. Dazu kamen die weitreichenden 175-mm-Geschütze M107, die östlich von Khe Sanh auf dem Rockpile und in Camp Carrol stationiert waren und die Zugangswege zur Basis unter Feuer nehmen konnten.
Für die direkte Basisverteidigung waren sechs M48-Kampfpanzer, zehn M50 Ontos, vier M42 Duster sowie mehrere Guntrucks mit 12,7-mm-Vierfach-MG Browning M2 in Feuerstellungen um die Basis verteilt und teilweise eingegraben.
Außerdem besetzten die Marines die nördlich der Basis gelegenen Hügel 881 Süd und Hügel 861, die das Plateau der Basis überblickten, sowie Hügel 558, welcher das Tal des Rao-Quan-Flusses absperrte. Auf dem Hügel 950 östlich des Flusses befand sich eine Funkrelaisstation (siehe Karte 3). Während der Belagerung wurden weitere Hügel in der Nähe, wie zum Beispiel Hügel 64 in der Hochebene, von Marines besetzt und teils zu Feuerbasen für Artillerieunterstützung ausgebaut.

### Vorbereitungen für die Belagerung

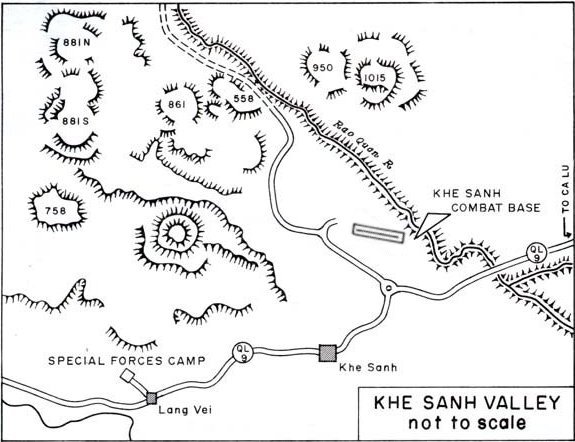
Karte 3: Situation um die Basis

Wie Patrouillen um die Basis während der Operation Scotland und im Rahmen der elektronischen Aufklärung während der Operation Niagara I Ende 1967 zeigten, bewegten sich massive Verbände der nordvietnamesischen Armee unter Führung der 304. Division, die schon bei Điện Biên Phủ gegen die Franzosen gekämpft hatten, durch die demilitarisierte Zone nach Süden in die Region um Khe Sanh.
General Westmoreland verstärkte die Truppen in Khe Sanh, um einem etwaigen Angriff widerstehen zu können. Ähnlich wie die Franzosen bei Điện Biên Phủ suchte das amerikanische Oberkommando eine Entscheidung im Konflikt mit Nordvietnam. Die Vietnamesen ließen sich auch gerne auf diese Schlacht ein. Ein Sieg bei Khe Sanh hätte den Weg in das flache Küstenland freigemacht, und zusätzlich eine Kontrolle des durch die gebirgige Region laufenden Ho-Chi-Minh-Pfades für die Amerikaner beinahe unmöglich gemacht. Dadurch hätten die Nordvietnamesen ihren Nachschub nahezu ungestört in den Süden schaffen können.
In den Folgemonaten kam es immer wieder zu sporadischen Angriffen auf Stellungen der Marines um Khe Sanh. Diese blieben aber auch nicht untätig und unternahmen mehrere Angriffe auf Stellungen der Vietnamesen, die in den Hügeln nordwestlich der Basis ihre Artilleriestellungen aufgebaut hatten. Am erfolgreichsten war dabei ein Angriff eines Platoons der 26th Marines am 20. Januar 1968, dem Vortag des Beginns der Belagerung, als es fast gelungen wäre, den Feind vom Hügel 881 Nord zu verdrängen. Da aber an diesem Tag ein vietnamesischer Offizier zu den Amerikanern übergelaufen war und sie über den kurz bevorstehenden Angriff informierte, wurden die Truppen zurückgezogen und die Verteidiger der Basis in höchste Alarmbereitschaft versetzt.

## Die Belagerung

### Beginn der Belagerung

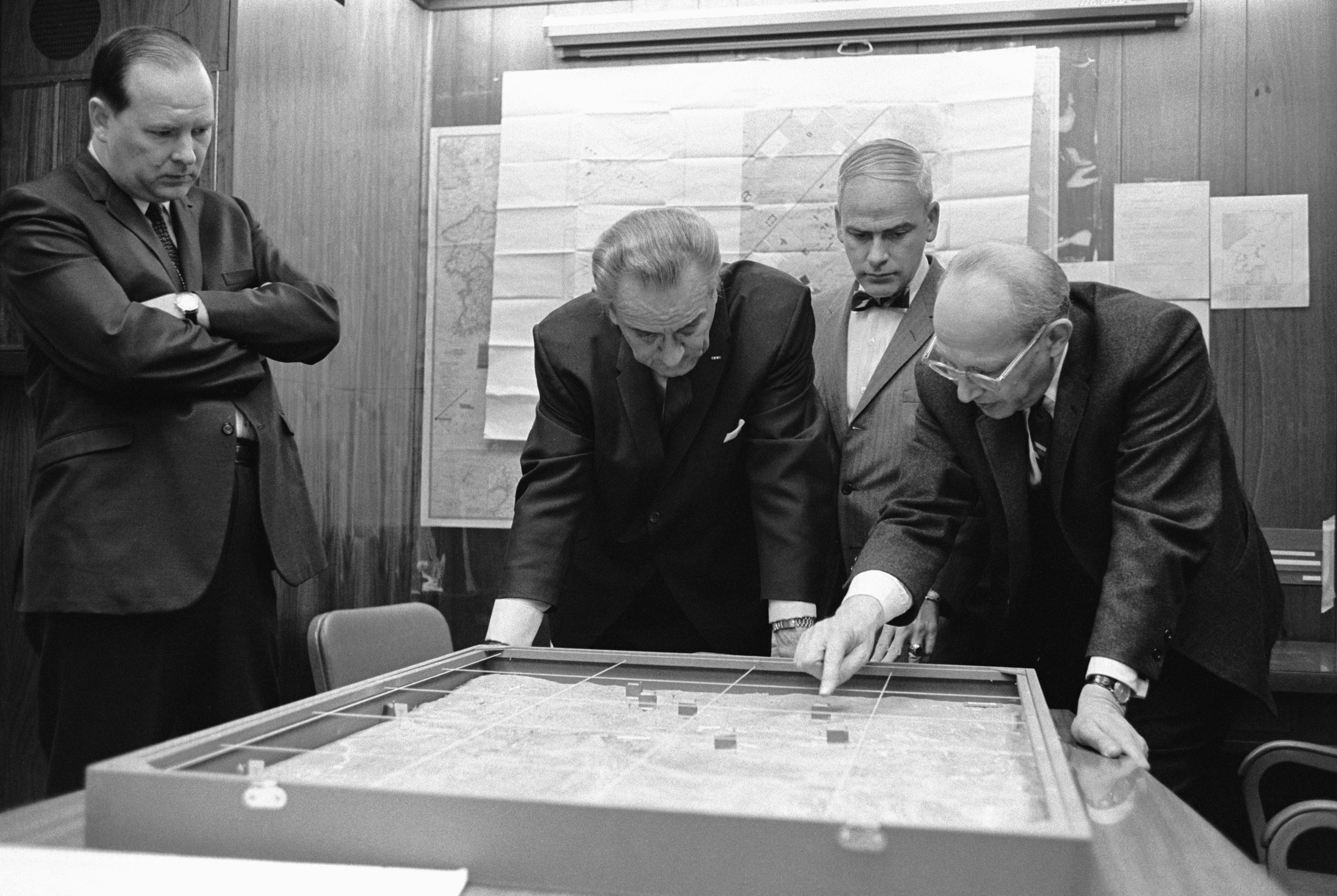
Präsident Lyndon B. Johnson lässt sich von seinem Berater die Lage um Khe Sanh erläutern

Kurz nach Mitternacht, am frühen Morgen des 21. Januar 1968, wurde der Hügel 861 von nordvietnamesischen Mörsern beschossen. Kurz darauf versuchten Sappeure, die Stacheldrahtverhaue, die rund um die Stellungen auf dem Gipfel angelegt waren, zu sprengen und so der Infanterie einen Weg in die Stellungen der Marines zu schaffen. Die Angreifer wurden aber zurückgeschlagen, unter anderem auch, weil sie Hügel 881 Süd ignorierten und so die ganze Zeit während des Angriffs unter Feuer aus den höhergelegenen Stellungen der Marines lagen.
Gegen 05:30 Uhr begann das Artillerie- und Mörserfeuer aus den umliegenden Bergen auf die Basis selbst. Eine der ersten Granaten traf das Hauptmunitionslager, in dem mit über 1500 Tonnen Munition mehr als 90 % des Bestandes der Basis lagerten. Bei den gewaltigen Explosionen, die darauf folgten und über 48 Stunden andauerten, starben 18 US-Soldaten und 43 wurden zum Teil schwer verwundet.
Gleichzeitig griffen NVA-Truppen das Dorf Khe Sanh an, das von Marines und südvietnamesischen Rangern gehalten wurde. Der erste Angriff durchbrach die Verteidigung, konnte aber erfolgreich zurückgeschlagen werden. Nach einem zweiten Angriff am selben Tag zogen sich die Verteidiger in die Khe Sanh Combat Base zurück und überließen den Nordvietnamesen das Dorf kampflos. Im Laufe der folgenden Tage kam es immer wieder zu bewaffneten Erkundungen der Vietnamesen gegen die Verteidigungslinien der Marines, der erwartete Großangriff blieb aber aus. Stattdessen schossen sich die Kanoniere der nordvietnamesischen Artillerie auf die Basis ein, auf die pro Tag im Durchschnitt etwa 300 Granaten fielen.

### Khe Sanh unter Dauerfeuer

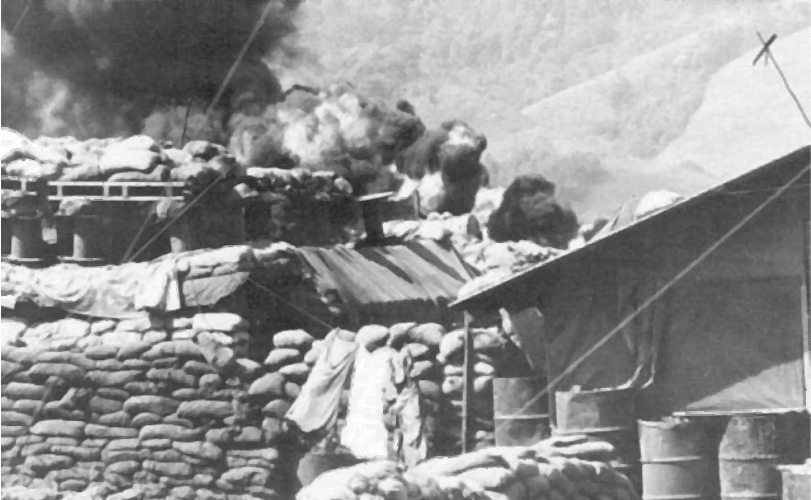
Typische Sandsackbunker, im Hintergrund ein brennendes Treibstofflager

Der Dauerbeschuss durch die nordvietnamesischen Geschütze wurde in den folgenden zweieinhalb Monaten für die Marines der belagerten Basis zur täglichen Gewohnheit. Der Gefahr durch die niedergehenden Artillerie- und Mörsergeschosse begegneten die Marines, indem sie die Unterkünfte und Bunker soweit ausbauten und verstärkten, dass sie zumindest Mörsergeschossen und leichten Artillerietreffern standhielten, sowie ein Netz von Lauf- und Splitterschutzgräben innerhalb der Basis errichteten.
Die Luftversorgung der Basis gestaltete sich in den folgenden zweieinhalb Monaten zum Teil sehr schwierig. An manchen Tagen mussten die Essensrationen der Soldaten eingeschränkt werden. Trotz der Befestigungen kam es immer wieder zu Verwundungen und Todesopfern durch Artillerietreffer. Dazu entstand eine Rattenplage in den Bunkern und Unterkünften, da, bedingt durch das regnerische Wetter im Frühjahr, diese die einzigen einigermaßen trockenen Orte innerhalb der Basis waren. Ansonsten verwandelte sich der Lateritboden recht schnell in eine Schlammlandschaft.
Zu diesen äußeren Umständen kam der psychische Druck, der auf den Belagerten lastete, denn in den Bergen um die Basis wartete eine dreifache Übermacht der nordvietnamesischen Armee darauf, diese anzugreifen. Zwischen der Artillerie der Basis und den Geschützen der Nordvietnamesen in den Hügeln kam es immer wieder zu langanhaltenden Feuerduellen.
Der psychische Druck reichte hinauf bis ins Weiße Haus, wo Präsident Johnson sich täglich anhand eines Modells der Khe Sanh Combat Base über die aktuelle Lage informieren ließ. Johnson hatte sich zu Beginn der Belagerung von seinen Stabschefs versichern lassen, dass die Basis zu halten sei. Auch war das Krisenzentrum des Weißen Hauses zum ersten Mal während des Vietnamkriegs rund um die Uhr besetzt.

### Kampf um Lang Vei

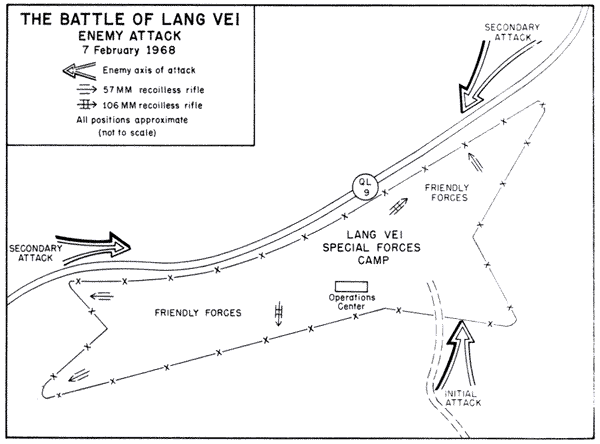
Das Camp Lang Vei der Special Forces

Das Camp Lang Vei war entstanden, als die Special Forces 1966 aus Khe Sanh abzogen. Das Lager lag etwa 9 Kilometer von der USMC-Basis entfernt, am Highway 9 nach Laos. In den zwei Jahren bis 1968 entstand ein kleines, aber gut ausgebautes und befestigtes Camp.
Es bestand aus einem zentralen Bereich, in dem sich das Kommandozentrum in einem schweren Betonbunker befand, sowie 4 x-förmig angelegten Verteidigungsstellungen, welche die Basis in alle Himmelsrichtungen sicherten. Die Basis war von einem Maschendrahtzaun umgeben, vor dem im Abstand von 50 m Claymore-Minen lagen. Die Verteidigungsstellungen waren aus dicken Holzbalken und Sandsäcken konstruiert und besaßen ein sehr gutes Feuerfeld. Auch gegenseitiger Feuerschutz war möglich.
Das Camp wurde von etwa 200 Green Berets und Mike-Force-Soldaten verteidigt, denen zwei rückstoßfreie 106-mm- sowie vier 57-mm-Geschütze, zwei M2-Maschinengewehre und seit dem 24. Januar auch etwa 100 LAW-Panzerabwehrwaffen zur Verfügung standen. Diese waren ins Camp gebracht worden, nachdem sowohl Luftaufklärung als auch Berichte von laotischen Freiwilligen, deren Lager kurz zuvor überrannt worden war, Panzerbewegungen meldeten. Dazu kamen etwa 290 CIDG-Irregulars, die im alten Camp Lang Vei, einige hundert Meter vom SF-Camp entfernt, stationiert waren.
Am 6. Februar um 0:42 Uhr begann der Angriff der Vietnamesen auf das Camp, unterstützt von elf PT-76-Panzern aus sowjetischer Fertigung. In Deckung der Panzer gingen feindliche Pioniere vor, um Löcher in den Drahtzaun um das Lager zu schneiden. Als die ersten Leuchtkugeln aus den „Flaretraps“ aufstiegen, wurden sich die Verteidiger der Lage bewusst und eröffneten das Feuer auf die Angreifer. Zwei Panzer wurden durch die 106-mm-Geschütze zerstört, ein weiterer erhielt einen Volltreffer mit einer Panzerfaust und blieb liegen. Viele der LAWs versagten aber beim Abschuss oder detonierten nicht beim Aufschlag auf das Ziel.
Dementsprechend hatten die Angreifer immer noch Panzer zur Verfügung; diese manövrierten um die Wracks herum und durchbrachen die äußere Verteidigung des Lagers. Die PT-76 nahmen nun die Stellungen der Green Berets mit ihren Hauptgeschützen unter Feuer. Innerhalb kurzer Zeit waren die Verteidiger in wenigen Widerstandsnestern eingekesselt, aus denen heraus sie sich verbissen verteidigten und auf Entsatz aus Khe Sanh und Da Nang hofften. Da die Vietnamesen aber mittlerweile alle Nachtlandezonen um und in der Basis besetzt hatten, war eine Verstärkung durch mit Hubschraubern eingeflogene Truppen unmöglich. Auch der „Highway 9“ konnte nicht als Zufahrtsweg für Verstärkungen genutzt werden, da das von den Nordvietnamesen kontrollierte Dorf Khe Sanh hätte durchquert werden müssen. Allein aus der Luft erhielten die Verteidiger Unterstützung, ein Forward Air Controller der Air Force, der mit seinem Beobachtungsflugzeug über Lang Vei kreiste, dirigierte mehrere leichte Bomber und Jagdbomber, die mit Bomben und Raketen weitere zwei Panzer ausschalten konnten. Da sich der Feind aber mittlerweile zwischen den amerikanischen Verteidigern befand, war an einen Einsatz von Napalm oder Clusterbomben nicht zu denken.
Aus dem einige hundert Meter entfernten alten Camp von Lang Vei organisierte SFC Eugene Ashley einen Gegenangriff mit den laotischen und einheimischen Truppen, blieb aber im Feindfeuer stecken und wurde bei einem späteren Versuch, das Lager zu erreichen, tödlich verwundet. Die überlebenden US-Soldaten verschanzten sich im Kommandobunker und verteidigten sich weiter bis in den späten Nachmittag, als ihnen unter dem Schutz von massiven Luftangriffen die Flucht gelang. Von den 24 Special-Forces-Soldaten wurden vier getötet, neun gefangen genommen, der Rest entkam. Von den übrigen Verteidigern (CIDG, Mike Force, LLDB) erlitten die Irregulars mit 165 Mann die höchsten Verluste. Insgesamt verloren die Verteidiger 217 Mann. Die Verluste der Angreifer beliefen sich nach Schätzungen der Amerikaner auf etwa 250 bis 500 Mann.
Mit der Eroberung von Lang Vei hatten die Nordvietnamesen nun die Möglichkeit, ungestört von den Amerikanern entlang des Highway 9 Material für die Belagerer heranzuschaffen. Außerdem war die Gefahr für die südwestliche Flanke der Angreifer gebannt. Hierin sehen Historiker auch den Grund, warum General Giap bei der Eroberung Panzer einsetzte. Andererseits wurden bei dem Angriff auf Lang Vei die meisten der eingesetzten Panzer zerstört (sieben bestätigt, zwei weitere nicht sicher), so dass ein massiver Panzerangriff auf Khe Sanh selbst, der den Verteidigern der Basis ebenfalls einige Probleme bereitet hätte, nicht mehr zu befürchten war.

### Versorgung aus der Luft

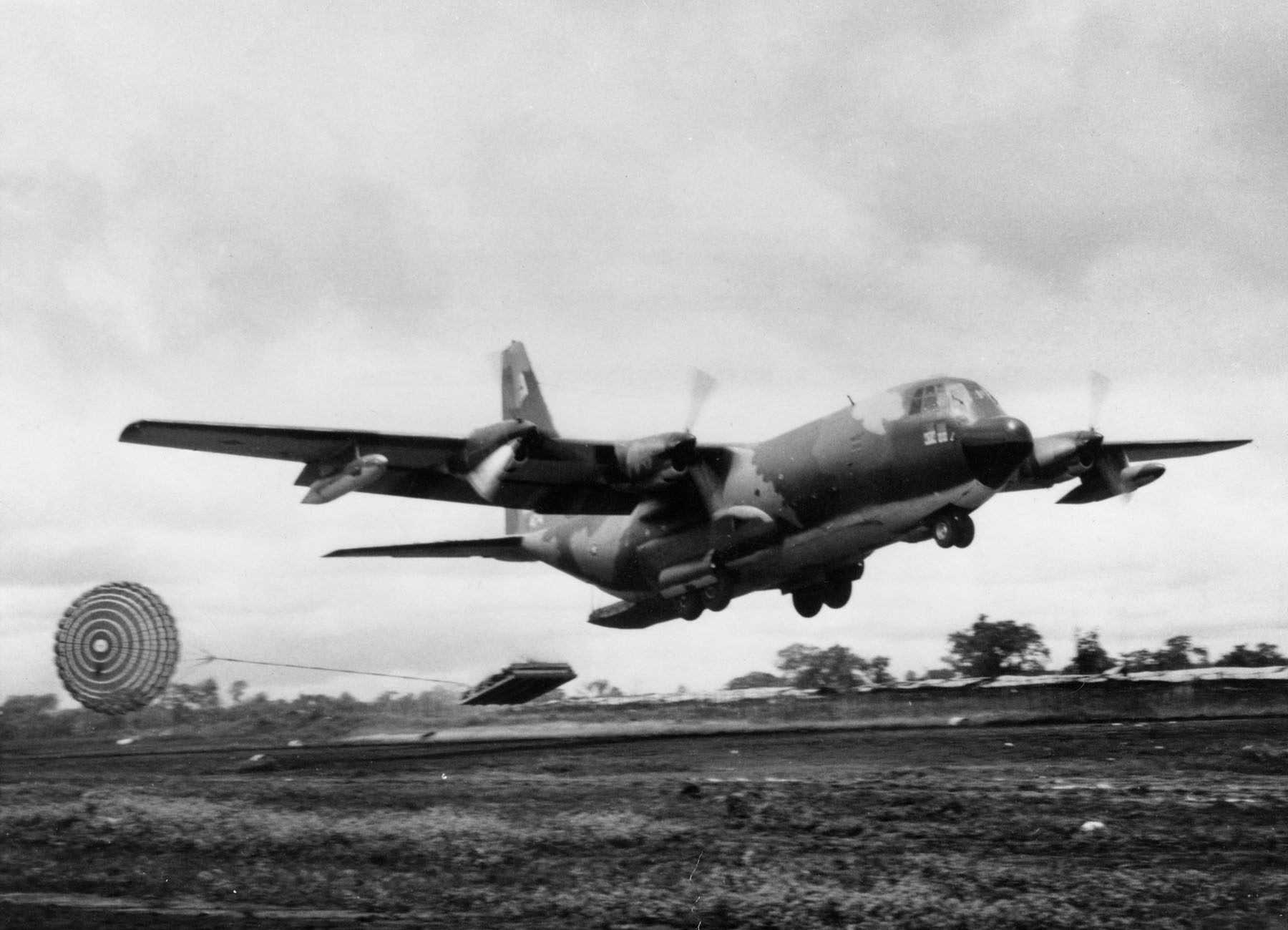
Low Altitude Parachute Extraction System

Da die Basis nun komplett vom Feind eingeschlossen war, für die Versorgung der rund 6000 dort stationierten Soldaten und die Verteidigung des Lagers aber täglich etwa 120 Tonnen Material benötigt wurden, musste die Versorgung komplett aus der Luft erfolgen. Dies war nicht ungefährlich, da die Nordvietnamesen in den Hügeln rund um Khe Sanh mehrere Luftabwehrstellungen mit Maschinengewehren und leichten Flugabwehrgeschützen eingerichtet hatten und von dort die langsam einfliegenden Versorgungsflugzeuge unter Feuer nahmen. Dazu kam das sofort einsetzende Mörser- und Artilleriefeuer, wenn das Flugzeug aufsetzte und zum Entladepunkt rollte.
Zur Versorgung der Basis standen C-130 Hercules mit 20 Tonnen Frachtkapazität, C-123 Provider mit 7 Tonnen Kapazität und C-7 Caribou mit 3 Tonnen Kapazität zur Verfügung.

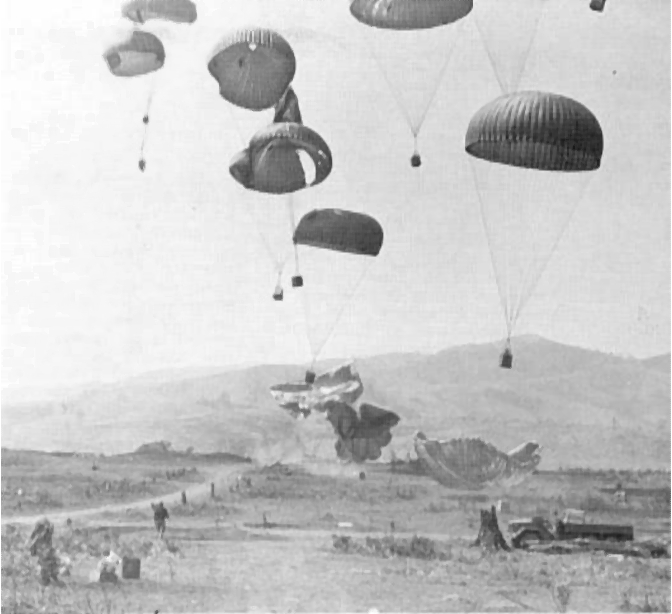
Fallschirmabwurf von Versorgungsgütern

Zu Beginn der Belagerung landeten die Flugzeuge, wenn auch unter hohem Risiko, und entluden ihre Fracht auf dem Rollfeld. Am 11. Februar wurde jedoch eine KC-130 des Marine Corps, beladen mit 10 Tonnen Treibstoff für Helikopter nach der Landung von einer Mörsergranate getroffen und brannte aus. Dabei wurden sechs Besatzungsmitglieder und Passagiere getötet. Als Reaktion auf den Zwischenfall wurde das Flugfeld gesperrt und die Amerikaner suchten fieberhaft nach einer neuen Möglichkeit, die eingeschlossenen Truppen zu versorgen. Wenige Tage später wurde der Flugverkehr für kleinere Maschinen wie die Provider und die Caribou wiedereröffnet, da diese nicht die gesamte Landebahn ausnutzen mussten. Da diese Maschinen aber eine zu geringe Frachtkapazität hatten, um die Versorgung alleine zu bewältigen, musste man für die Hercules andere, weniger gefahrvolle Wege finden, ihre Fracht zu den Marines zu schaffen.
Eine dieser Möglichkeiten war das sogenannte Low Altitude Parachute Extraction System, bei dem das Flugzeug in etwa ein bis zwei Metern Höhe über die Landebahn flog und die auf Paletten verstaute Ladung an einem Fallschirm aus der Heckluke des Flugzeuges gezogen wurde (siehe Bild). Die Paletten rutschten dann noch einige Meter weiter und blieben dann liegen. Es kam aber in Khe Sanh mehrmals zu spektakulären Zwischenfällen, als die Paletten über das Ende der Landebahn hinausschossen und in die am östlichen Ende der Bahn gelegenen Bunker krachten.
Bei einem weiteren, ebenfalls im Tiefflug durchgeführten Verfahren, wurde ein Seil quer über die Bahn gespannt und die Paletten an einem Haken aus der Ladebucht gezogen (ähnlich einer Landung auf einem Flugzeugträger).
Die meisten Versorgungsgüter wurden aber per Fallschirm abgeworfen. Die Abwurfzone der Basis befand sich gerade außerhalb der östlichen Basisbegrenzung und war etwa 300 Meter lang und 100 Meter breit. Dies erforderte genauestes Timing, eine Verzögerung um eine Sekunde hätte bedeutet, dass die gesamte Ladung die Abwurfzone verfehlt hätte. Die genaue Koordination erfolgte mit Hilfe des Radars der Basis und genauer Planung und Zeitnahme durch den Navigator des abwerfenden Flugzeuges.
In den 77 Tagen wurden über 8000 Tonnen Nachschubgüter in über 600 Einsätzen per Fallschirm abgeworfen, weitere 4000 Tonnen wurden in insgesamt 460 Anflügen am Boden entladen. Drei C-123 gingen während der Einsätze durch Feindfeuer verloren.

### Der Kampf um die Hügelaußenposten
Die Stellungen der Marines auf den die Basis umgebenden Hügeln waren für die Verteidigung essenziell – ein Verlust einer oder mehrerer Stellungen hätte das schnelle Ende der Belagerung bedeutet. Aus diesen Gründen waren bis zu 20 % der Truppen (etwa 1200 Mann) auf den Hügeln postiert.
Die Marines bauten die Hügelstellungen zu Feuerbasen aus, um von dort die Nordvietnamesen zu bekämpfen, die, wie bei Hügel 881, teilweise nur einige Meter entfernt ihre Stellungen in den Monaten vor dem Beginn der Belagerung befestigt hatten. In direkten Feuergefechten mit Maschinengewehren und bei immer wieder unternommenen Vorstößen und Erkundungen erlitten beide Seiten hohe Verluste, die Ausfallrate der Amerikaner lag teilweise bei 50 %. Zur Gefahr eines direkten Angriffs kam dazu noch die ständige Bedrohung durch Artillerie und Scharfschützen, der die Amerikaner mit dem massiven Einsatz von Jagdbombern und Artillerie begegneten.
Jeder Hügelposten hatte seinen eigenen Forward Air Controller (vorgeschobener Beobachter der Luftwaffe), der die Jagdbomber auf ihren Angriffsmissionen einwies. Hierzu wurde zur Zielmarkierung bei Tag weißer Rauch, bei Nacht Leuchtkugeln benutzt, die von Mörsern in den Stellungen verschossen wurden. Die Korrekturen und Abweichungen wurden dann per Funk an die Piloten übermittelt, die ihre Waffenlasten teilweise in weniger als 200 Meter Entfernung von den amerikanischen Stellungen abwarfen. „We could feel the heat of the burning napalm on our faces“ (Wir spürten die Hitze des brennenden Napalms auf unseren Gesichtern) schrieb ein Marine in seinen Erinnerungen. Der Kampf wurde rund um die Uhr geführt, bei Nacht nutzten die Marines das heller verbrennende russische Schießpulver, um feindliche Stellungen zu orten und mit Artillerie oder rückstoßfreien Geschützen zu bekämpfen.
Die Versorgung dieser Außenposten war nur über Hubschrauber möglich – jeder Schuss Munition, jede Ration, Treibstoff, Soldaten, alles musste eingeflogen werden. Dies erwies sich mit der Zeit als immer schwieriger, da die Nordvietnamesen die Hubschrauber schon auf den Anflugrouten unter Feuer nahmen. Sobald diese in den Landezonen ankamen, gerieten sie unter Mörser- und Raketenfeuer. Dies führte zu hohen Verlusten und die Versorgungslage der Truppen auf den Hügeln wurde immer schlechter.
„Supergaggle“

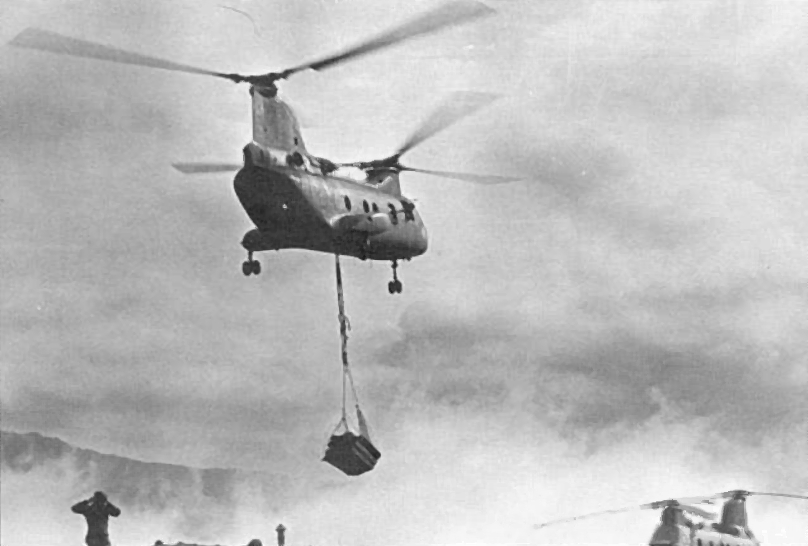
Ein CH-46 Sea Knight mit Schlinglast hebt ab

Da die Versorgung mit einzeln anfliegenden Helikoptern zu hohe Verluste forderte und die Lage der Außenposten schnell kritisch wurde, entwickelte das Marine Corps eine aufwändige, aber effektive Taktik zur Versorgung der Hügel.
Die Hubschrauber flogen von nun an nicht mehr einzeln, sondern in Gruppen von bis zu 16 Maschinen und unter der Deckung von Kampfhubschraubern und -flugzeugen an. Da dies eine enorme zeitliche und logistische Herausforderung war, stand für jeden Anlauf ein Airborne Command and Control Aircraft, ein fliegender Kommandoposten, zur Verfügung.
Zu Beginn der Operation belegten vier A-4 Skyhawks bekannte Luftabwehr-, Raketen- und Mörserstellungen der Nordvietnamesen mit Bomben und Napalm. Zwei weitere Skyhawks legten entlang des Anflugkorridors zuerst einen Tränengas-, dann einen Rauchvorhang, um den nordvietnamesischen Schützen die Sicht zu nehmen. 30 Sekunden später flogen die CH-46 SeaKnights dann unter Deckung von UH-1 Gunships an, während vier weitere Skyhawks Nahbereichsunterstützung flogen. Die Transporthubschrauber flogen teilweise mit nur 10 Sekunden Abstand an und warfen ihre Lasten (meist Schlinglast) ohne Halt ab. Wurden neue Verstärkungen ein- oder Verwundete ausgeflogen, setzten die Helikopter nur so lange auf, wie es unbedingt nötig war. „We were literally thrown out of that chopper“ (Wir wurden geradezu aus dem Hubschrauber geworfen) schreibt Dave Powell in seinen Erinnerungen. Die dicht an dicht anfliegenden Hubschrauber sahen laut den Marines aus wie ein Schwarm Gänse (Englisch „gaggle of geese“), weshalb der ganze Ablauf recht schnell seinen Spitznamen „Supergaggle“ (Supergänseschwarm) bekam. Die ganze Operation dauerte maximal fünf Minuten und sicherte die Versorgung der Außenposten.
In der Folgezeit wurden nur noch zwei Hubschrauber bei der Versorgung der Hügelaußenposten abgeschossen, weshalb sich der Aufwand für diese Art der Versorgung lohnte.

### Verteidigung aus der Luft
Nachdem sich bereits im Indochinakrieg in der Schlacht um Điện Biên Phủ gezeigt hatte, dass es unmöglich war, eine vom Feind komplett eingeschlossene Basis langfristig zu halten und zu verteidigen, setzten die Amerikaner alles daran, einen ähnlichen Fall zu vermeiden. Aus diesem Grund rief General Westmoreland die Operation Niagara ins Leben, die gemeinsam durch die US Air Force und die US Navy durchgeführt werden sollte. Den Namen für die Operation wählte Westmoreland, „because I visualized your bombs falling like water over the famous fall there in northern New York state“ („weil ich mir vorstellte, wie eure Bomben wie das Wasser des berühmten Wasserfalls im Norden des Bundesstaates New York auf sie herabfallen würden“).
Operation Niagara I

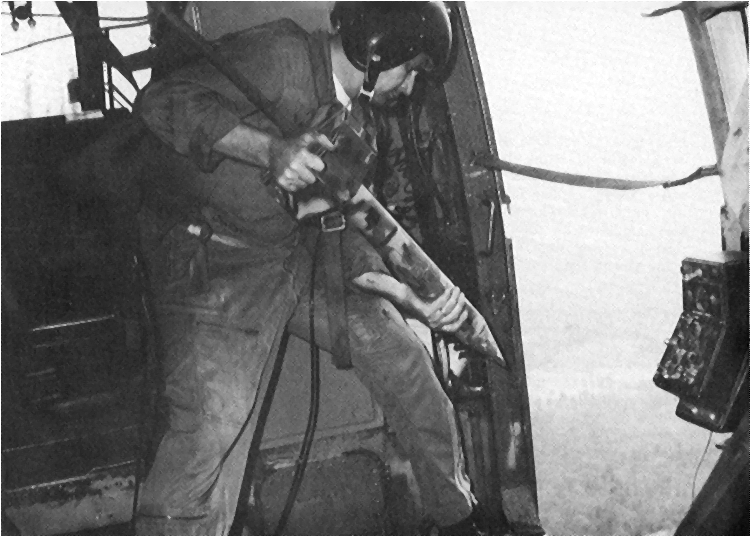
Sensorabwurf aus einem Hubschrauber

In den Monaten vor dem Beginn der Belagerung, als die großen Truppenbewegungen der Nordvietnamesen entdeckt wurden, wurden in der Operation Niagara I umfangreiche Aufklärungsoperationen in der Region um die Khe Sanh Combat Base geplant und durchgeführt.
Dazu wurden nicht nur Patrouillen der Long Range Reconnaissance Patrol, einer auf Fernspäh-Einsätze spezialisierten Einheit der 101. US-Luftlandedivision sowie Aufklärungsflugzeuge eingesetzt, sondern zum ersten Mal auch elektronische Sensoren. Diese Sensoren wurden aus Flugzeugen und Hubschraubern auf bekannte und vermutete Anmarschwege und Operationsgebiete der Nordvietnamesen abgeworfen und meldeten feindliche Bewegungen per Funk an ein Lagekontrollzentrum, das diese Informationen in weiterer Folge während Niagara II an die angreifenden Einheiten der Luftwaffe und Navy weiterleitete. Die durch Niagara I gesammelten Aufklärungsergebnisse ermöglichten es schließlich den US-Luftstreitkräften in der Operation Niagara II, gezielt auf Truppenbewegungen der Nordvietnamesen zu reagieren und deren Truppenkonzentrationen angreifen zu können.
Operation Niagara II
In der Operation Niagara II führten US-Luftwaffe und US-Navy gemeinsam Luftangriffe auf die während Niagara I aufgeklärten Ziele durch. Die Navy stellte dabei vor allem trägergestützte Jagdbomber zur Verfügung, die feindliche Positionen als Luftnahunterstützung angriffen. Soweit das Wetter mitspielte und kein Nebel oder Wolken einen Anflug unmöglich machten, standen den eingeschlossenen US-Marines damit rund um die Uhr Jagdbomber und Erdkampfflugzeuge zur Verfügung, die feindliche Stellungen entweder nach zuvor festgelegten Plänen oder durch direkte Einweisung von in der US-Basis stationierten Forward Air Controllern angriffen. Während der 77-tägigen Belagerung warfen die eingesetzten Einheiten der Luftwaffe und Navy so in teilweise mehreren dutzend Einsätzen pro Tag insgesamt etwa 50.000 Tonnen Bomben sowie 10.000 Tonnen Napalm auf das Gebiet um die US-Basis ab.
Die größte Anzahl an Bomben wurden allerdings von B-52 Stratofortress-Bombern abgeworfen, die in der parallel verlaufenden Operation Arc Light eingesetzt waren und teilweise in die Angriffe von Niagara II integriert wurden. Diese von der Andersen Air Force Base auf Guam oder von Thailand aus anfliegenden Langstreckenbomber griffen feindliche Stellungen um das Lager der Marines in Dreiergruppen an und warfen rund um die Uhr alle 90 Minuten jeweils 23 Tonnen Sprengbomben ab.

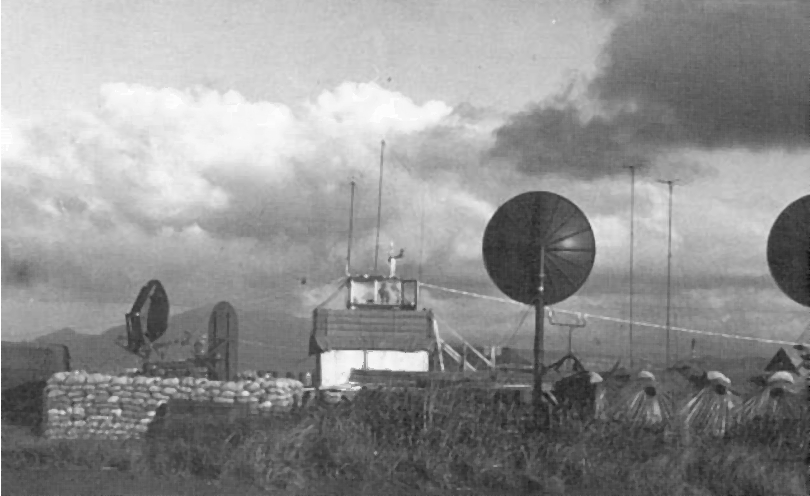
Flugkontrollturm und Radar in der Basis

Bis zum 18. Februar hielten sie dabei einen Sicherheitsabstand zur Basis von mindestens drei Kilometern ein, um keine eigenen Soldaten zu gefährden. Als die Vietnamesen ihr Tunnel- und Grabensystem jedoch immer näher an die Linien der Marines herantrieben, erprobte man, die Bomber unter der Führung durch das Bodenradar der US-Basis näher herankommen und ihre Bomben in etwa einem Kilometer Entfernung zur Basis abwerfen zu lassen. Nachdem sich dieses Vorgehen als erfolgreich herausstellte, wurde die Sicherheitszone um die Basis auf einen Kilometer reduziert und das außenliegende „Feindesland“ in den nun folgenden Wochen geradezu „umgepflügt“: die B-52 warfen in 2548 Einsätzen insgesamt etwa 60.000 Tonnen Bomben auf das Gebiet um die Khe Sanh Combat Base ab, an manchen Tagen betrug die abgeworfene Bombenlast sogar das Dreifache der Menge, die im Zweiten Weltkrieg an einem durchschnittlichen Tag zum Einsatz gekommen war.

## Das Ende der Schlacht

### Direkter Angriff

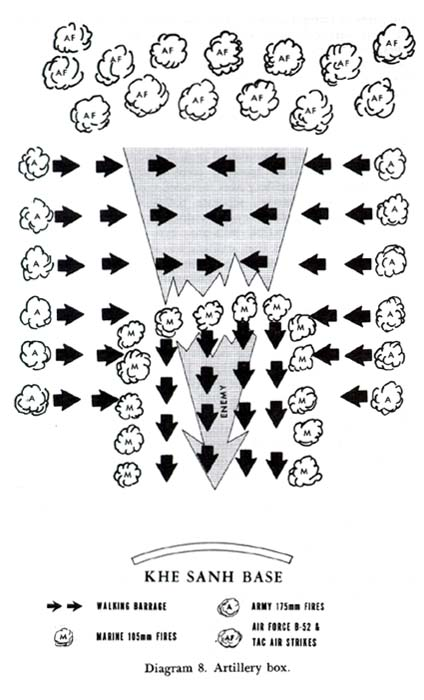
Einsatzplan der Artillerie bei der Verteidigung

Angriffe der Nordvietnamesen auf den Stützpunkt selbst hatten sich während der gesamten Dauer der Belagerung meistens auf die Durchführung von gewaltsamer Aufklärung in kleinerem Rahmen beschränkt, um Schwächen in der Verteidigung der Basis aufzuspüren. Am 29. Februar jedoch griff das 66. Bataillon der Nordvietnamesischen Armee die westliche Verteidigungslinie der Basis an, die von Einheiten des südvietnamesischen 37. ARVN Ranger-Bataillons besetzt war.
Daher trat nun der eigene Verteidigungsplan der Basis in Kraft: die in der Basis stationierte Artillerie der Marines schnitt die angreifenden Nordvietnamesen ab und belegte sie mit einer Feuerwalze, die den Abschnitt vor- und zurückwanderte. Gleichzeitig dazu nahm auf dem Rockpile und in Camp Carrol stationierte schwere Artillerie der Army die vietnamesischen Flanken unter Feuer, während massive Luftangriffe der Air Force die rückwärtig verbliebenen vietnamesischen Einheiten nahezu vollständig zerschlugen. Die überlebenden Angreifer wurden schließlich im direkten Feuer der Verteidiger aufgerieben, und der Angriff kam zum Erliegen.

### Der Angriff lässt nach
Nachdem sich der Beschuss durch die nordvietnamesischen Geschütze beinahe zur Gewohnheit für die Marines entwickelt hatte, registrierten die elektronischen Sensoren in der vorletzten Märzwoche einen verstärkten Anstieg der Bewegungen um den Stützpunkt, was mit einer Steigerung des Artilleriebeschusses einherging. Am 23. März fielen pro Stunde über einhundert Granaten auf die Basis, insgesamt über 1000 an diesem Tag. Die Verteidiger erwarteten nach dieser massiven Artillerievorbereitung einen massiven feindlichen Angriff, doch genau das Gegenteil geschah: der Feind zog den Großteil seiner Truppen aus der Region ab, nur etwa 5000 Nordvietnamesen verblieben.
Die Marines unternahmen nun, nachdem sie sich in den Monaten kaum weiter als einige hundert Meter von der Basis entfernt hatten, um nicht in die Angriffe der B-52-Bomber zu geraten, selbst kleine, aber aggressive Ausfälle in die umliegenden Hügel und eroberten einige Stellungen, die zuvor in nordvietnamesischer Hand gewesen waren.

### Entsatz durch die 1. Cavalry Division

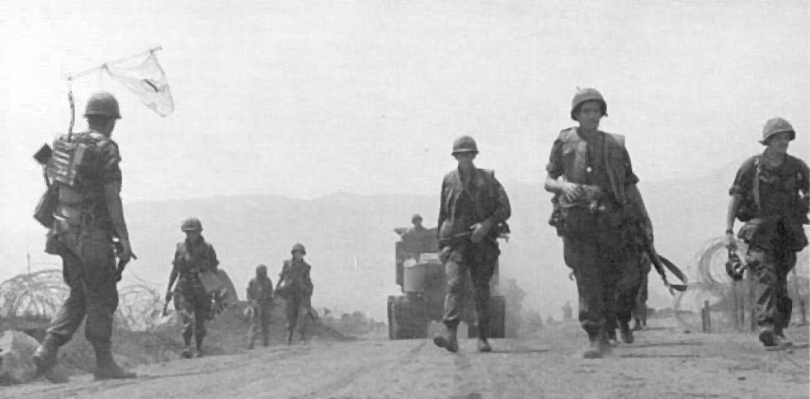
Soldaten der 1. Cavalry Division während der Operation Pegasus

Am 31. März begann das 2. Bataillon der 1. US-Kavalleriedivision zusammen mit Einheiten des ersten und des 26. Marineinfanterieregiments sowie der South Vietnamese 3rd Airborne Task Force einen Entsatzangriff entlang des Highway 9 nach Westen. Ausgangspunkt für den Operation Pegasus genannten Angriff war die Vandegrift Combat Base bzw. Landezone Stud, die östlich von Khe Sanh am Highway 9 lag und zu einer Feuerunterstützungsbasis ausgebaut worden war.
Die Einheiten der US-Marines und der Südvietnamesen rückten entlang der Straße vor, während die 1. Cavalry Division in mehreren Luftlandeoperationen in Landezonen nördlich und südlich des Highways die Flanken sicherte und die Nordvietnamesen aus ihren Stellungen in den Hügeln vertrieb. Am frühen Nachmittag des 6. April erreichten die ersten Einheiten schließlich die eingeschlossene Khe Sanh Combat Base, die gleichzeitig mit weiteren Einheiten der ARVN-Rangers verstärkt wurde. Zwei Tage später war dann auch die Straße zur Basis wieder frei und befahrbar, nachdem Pioniere den zum Teil zerstörten Highway 9 wieder instand gesetzt hatten. Die 1. Cavalry Division löste die Marines in der Basis ab, womit die 77-tägige Belagerung von Khe Sanh beendet war.
Die Operation Pegasus wurde offiziell am 14. April abgeschlossen, nachdem Einheiten der südvietnamesischen Armee und der 1. Cavalry Division weitere Teile des Hochplateaus wieder unter amerikanische Kontrolle gebracht hatten und dabei zum Teil die Auswirkungen der Bombenangriffe während der Operation Niagara entdeckten – hunderte getötete Nordvietnamesen, teilweise nur spärlich verscharrt, zum größten Teil noch dort, wo sie gefallen waren.

### Abbruch des Militärlagers
Die 26th Marines, die in Khe Sanh die meiste Zeit unter Feuer gelegen hatten, wurden am 18. April nach Dong Ha und Camp Carrol beordert. Am 23. Mai erhielten sie von Präsident Johnson die Presidential Unit Citation als Ehrung für ihren erfolgreichen Einsatz in Khe Sanh.
In der Folgezeit wurde trotzdem die Khe Sanh Combat Base zurückgebaut und größtenteils aufgegeben, lediglich einige Artilleriestellungen blieben eine Zeit lang noch zur Unterstützung weiterer Operationen in der westlichen Quảng Trị-Provinz bestehen. Als sich schließlich abzeichnete, dass Präsident Johnson aufgrund der geänderten politischen Lage in Amerika keine Ausweitung des Konflikts auf das angrenzende Laos genehmigen würde, wurde die Basis dann am 23. Juni endgültig geräumt und die letzten Einheiten ostwärts verlegt. Für Operationen im Grenzgebiet standen nun mobile, schnell bewegliche Einheiten in Ca Lu und LZ Stud zur Verfügung. Das Camp wurde nicht mehr als Ausgangspunkt für Angriffe gegen den Ho-Chi-Minh-Pfad benötigt.

## Ergebnis und Analyse

### Militärisch
Obwohl die Schlacht für die Amerikaner erfolgreich endete, konnten sie keinen Vorteil aus dieser Situation gewinnen, weil die politische Situation eine Ausweitung und damit möglichen Erfolg verhinderte. Trotzdem wurde deutlich gemacht, dass eine vom Feind komplett eingeschlossene Basis aus der Luft verteidigt und versorgt werden konnte.
Im Gegensatz dazu erwies sich der Plan des amerikanischen Verteidigungsministeriums, die Grenze zwischen Nord- und Südvietnam durch eine Reihe schwer befestigter Stellungen abzuriegeln, als undurchführbar, da trotz des massiven Einsatzes von Truppen und Material der Nachschub aus dem Norden nicht unterbunden werden konnte.
Für die Nordvietnamesen hingegen war die Belagerung, wie auch die Tet-Offensive, eine schwere Niederlage. Das Ziel, einen freien Weg in den Süden Vietnams zu schaffen, wurde verfehlt, im Gegenteil, große Teile der eingesetzten Truppen wurden getötet oder verletzt. Die Anzahl der getöteten Nordvietnamesen schwankt je nach Quelle zwischen 1800 (offizielle nordvietnamesische Angaben) und 14.000 (höchste amerikanische Schätzung). Genaue Zahlen über die Toten gibt es nicht, die Situation gestaltet sich auch dadurch schwierig, dass durch die massiven Bombenangriffe während der Operation Niagara II die gesamte Region „umgepflügt“ wurde und viele Leichname nicht mehr aufzufinden waren.
Allerdings war es den Nordvietnamesen gelungen, mit dem Angriff auf Khe Sanh die Kräfte der Amerikaner zu binden und von den Vorbereitungen für die Tet-Offensive abzulenken, weshalb diese für die Amerikaner überraschender kam, als es sonst der Fall gewesen wäre. In diesem Zusammenhang erwägen einige Experten auch die Möglichkeit, dass die Nordvietnamesen nie wirklich planten, die Khe Sanh Combat Base einzunehmen, sondern nur eine möglichst große Zahl amerikanischer Truppen dort zu binden.

### Medien und Kultur
In den amerikanischen Medien nahm die Berichterstattung über die Schlacht um Khe Sanh etwa 25 % der gesamten Zeit der Berichterstattung über den Vietnamkrieg ein, beim Fernsehsender CBS sogar über 50 %. Die Schlacht hatte großen Einfluss auf das Bild des Krieges in den Vereinigten Staaten, aber auch in Europa. In den Medien wurde oft der Vergleich mit der Schlacht von Điện Biên Phủ gezogen. Khe Sanh wurde auch von Barack Obama 2009 in seiner Amtsantrittsrede aufgeführt.
Auch auf die Kunst hatte die Schlacht einen gewissen Einfluss: Im Lied Born in the U.S.A. von Bruce Springsteen bezieht sich die Zeile „I had a brother at Khe Sanh“ auf den Kampf um die Militärbasis. Auch die australische Rockband Cold Chisel schrieb ein Lied über die Schlacht, obwohl nur sehr wenige Soldaten der Australian Defence Forces direkt daran beteiligt waren. Die Schlacht um Khe Sanh steht aber als Symbol für den vergeblichen Einsatz in Vietnam, denn obwohl das Camp erfolgreich verteidigt werden konnte, wurde es wenig später aufgegeben.